# Highsnob
Highsnob, pseudonimo di Michele Matera (Avellino, 2 agosto 1985), è un cantante e rapper italiano.

## Biografia
Nasce il 2 agosto 1985 ad Avellino, ma cresce ad Arcola, in provincia di La Spezia. Prima di dedicarsi alla musica, fa il writer, attività che compie ancora tutt'oggi.
La sua carriera musicale inizia nel 2009, quando scrive e pubblica dei brani diffusi solo tra alcuni suoi stretti amici e ad oggi praticamente introvabili. Nel 2012, pubblica su YouTube alcuni suoi singoli (tra cui La scatola del tempo) e un album, sotto il nome d'arte di M.Rock. 
Nel 2013 con il rapper italiano Samuel Heron fonda il duo musicale Bushwaka, con cui sotto lo pseudonimo di Mike24 pubblica nel 2015 l'album Pandamonium per l'etichetta Newtopia (che vede anche la partecipazione di Fedez nel brano Twist). La collaborazione con Samuel Heron si conclude nel 2016, quando entrambi decidono di intraprendere la carriera da solisti. A settembre dello stesso anno, pubblica il suo primo singolo, Harley Quinn, che viene certificato disco d'oro. Nello stesso periodo escono Ben Ten, Cookie Monsta e Young Siddartha. A ciò ha fatto seguito a giugno 2017 l'EP d'esordio intitolato PrettyBoy.
A maggio 2018 partecipa alla trasmissione radiofonica 105 Stars su Radio 105. Nell'estate di quell'anno pubblica anche il suo primo album in studio Bipopular.
A maggio 2019 esce il singolo 23 coltellate in collaborazione con il rapper italoamericano MamboLosco, che riceve successivamente la certificazione oro dalla FIMI. Il successivo 4 ottobre pubblica il secondo EP intitolato Yin. A novembre partecipa alla trasmissione radiofonica Say Waaad!?! su Radio Deejay.
A maggio 2020 pubblica il singolo Wannabe vol. 3 con Junior Cally ed Enzo Dong., mentre nel luglio seguente esce il singolo reggaeton Bugie da bere, scritto insieme all'emergente cantante siciliana Pacestema (nota soprattutto per aver partecipato in precedenza ad Amici 14), al quale segue a settembre Per odiarti non ho tempo, in collaborazione con l'ormai vecchio amico e collega musicale Samuel Heron. Ad ottobre 2020 pubblica, sempre per l'etichetta Sony Music, il secondo disco chiamato Yang.
Il 28 aprile 2021 fa uscire sul sito di Rarible la sua prima NFT con un freestyle inedito, Blow Up, di cui la particolarità è che l’acquirente dell'opera avrebbe ricevuto anche i diritti sul brano, diventando così il primissimo cryptoartista-rapper italiano.
Il 4 dicembre 2021 viene annunciata al TG1 la sua partecipazione, insieme alla cantante Hu, al Festival di Sanremo 2022, seguita il 15 dicembre successivo dall'annuncio del brano Abbi cura di te. La notte del 6 febbraio, il duo si posiziona al ventesimo posto della classifica generale del festival.
Alla fine di febbraio e nel mese di marzo si dedica maggiormente alla sua crypto arte, partecipando ad un progetto di Zlatan Ibrahimović ispirato al suo libro Adrenalina.
Il 16 ottobre 2023, tramite un post su Instagram, annuncia il suo presunto ritiro dalla scena musicale. Tuttavia, appena un giorno dopo rivela il bluff e annuncia il suo nuovo singolo, Chaos – il primo dopo l'esperienza a Sanremo –, previsto per il 20 dello stesso mese.
Il 26 Marzo 2024, tramite un post su Instagram annuncia il suo nuovo tour nelle città di Torino, Milano e Bologna, nelle quali registrerà il nuovo videoclip per l’inedito Wannabe 4.
Il 16 Aprile 2024 tramite un post su Instagram annuncia, per l’etichetta Warner Music Italy, il suo terzo album in studio chiamato Kintsugi. in uscita il 10 maggio dello stesso anno.

## Discografia

### Con i Bushwaka

#### Album in studio
- 2015 – Pandamonium

### Solista

#### Album in studio
- 2018 – Bipopular
- 2020 – Yang
- 2024 – Kintsugi

#### EP
- 2017 – PrettyBoy
- 2019 – Yin

#### Singoli
- 2016 – Baby No
- 2016 – Harley Quinn
- 2016 – Fisher Price
- 2016 – Ben Ten
- 2016 – Young Siddartha
- 2017 - Cookie Moñsta
- 2017 – Fa Volare
- 2017 - Stay Sereno
- 2017 - Sto Male
- 2017 – La tocco piano
- 2017 – Touché
- 2017 – Spunte blue
- 2018 – Wannabe (con Junior Cally)
- 2018 - Poi ti spiego
- 2018 – Malandrino
- 2018 – Alleluja
- 2018 – Ops!
- 2018 – La miglior vendetta
- 2019 – Wannabe vol. 2 (con Junior Cally)
- 2019 – 23 coltellate (con MamboLosco)
- 2019 - Poison Ivy
- 2020 – Wannabe vol. 3 (con Junior Cally e Enzo Dong)
- 2020 – Bugie da bere (con Pacestema)
- 2020 – Per odiarti non ho tempo (con Samuel Heron)
- 2022 – Abbi cura di te (con Hu)
- 2023 – Chaos
- 2023 – Scary Monsters